# Guntherstein
Der Guntherstein (rund 700 m ü. NHN) ist ein Aussichtsfelsen im Bayerischen Wald hoch über dem klimatisch begünstigten Lallinger Winkel mit der namensgebenden Ortschaft Lalling.
Der Name kommt vom heiligen Gunther, der einst vom Kloster Niederalteich aus in den damals noch menschenleeren und urtümlichen Bayerischen Wald zog, Teile der Wälder für Siedlungsplätze rodete und sich später im Böhmerwald niederließ.
An ihn erinnert heute noch der Gunthersteig, ein  Wanderweg, der in mehreren Tagen von Niederalteich über den Guntherstein und den Grenzübergang am Gsenget bis zur Guntherkirche im tschechischen Dobrá Voda führt.
Von diesem markanten Felsen besteht eine Aussicht über den Lallinger Winkel hinweg nach Süden hinaus zur Donauebene, an klaren Föhntagen bis in die Alpen.